# Trnava (Čačak)
Trnava es un pueblo ubicado en el municipio de Čačak, en el distrito de Moravica, Serbia.

## Superficie
Posee una superficie de 15,43 kilómetros cuadrados.

## Demografía
Según el censo de 2022 la población era de 2684 habitantes, con una densidad de población de 173,9 habitantes por kilómetro cuadrado. La población total de hombres y mujeres era de 1354 y 1330 respectivamente. Por edades, los grupos se conformaban de la siguiente manera: 468 los menores de edad y adolescentes (0-17 años), 1628 al grupo de adultos (18-64 años) y 588 las personas de la tercera edad (mayores de 65 años).